# 環境学園専門学校
環境学園専門学校（かんきょうがくえんせんもんがっこう）は、かつてあった専修学校で、兵庫県尼崎市に所在していた。2007年までの名称は「国際環境専門学校」。全国的にみても稀な、環境保護・環境調査・環境教育を専攻できる専門学校であった。学生は、おもに化学・生物学を中心とした科目を専修できる。

## 沿革
- 1995年 日本分析化学専門学校兵庫校として開校。
- 1998年 国際環境専門学校に学校名を変更。
- 2006年 環境省「環境教育の人材育成・人材認定等事業」登録。
- 2008年 国際環境専門学校から環境学園専門学校に校名を変更。
- 2014年 文部科学省「職業実践専門課程」認可。
- 2019年 閉校。

## 学科
環境技術保全学科
- テクノロジーコース

環境汚染物質の化学分析や有害物処理、エネルギーの有効利用やリサイクルなどの化学的な技術を修得する。履修科目は大気環境学、水質環境学、土壌環境学、廃棄物化学、品質管理学、安全衛生学、環境計量化学、有害物化学、環境化学実験、環境英語、環境管理学、環境法規など。
- バイオロジーコース

微生物や植物の有効利用による環境浄化や製品づくり、バイオ分野での安全や品質管理などの生化学的な技術を修得する。履修科目は分子生物学、食品医薬分析化学、農薬化学、有害物化学、安全衛生学、環境計量化学、環境修復技術、環境生化学実験、環境法規、環境英語、環境管理学など。
自然環境保全学科
- 森林緑化水域コース

環境調査や森林保護、都市緑化や公園管理などの植物の調査や保全、植物工場など農業運営に関する技術を修得する。履修科目は現代農業学、植物環境調査実習、環境統計学、農薬化学、農業畜産学、環境生態学、森林科学、自然環境調査実習、環境英語、環境管理学、環境法規、森林緑化水域実習など。このコースを卒業した者は樹木医補資格を取得できる。
- 動物生態調査コース

鳥類や昆虫類などの様々な動物の野外調査、動物の生態に配慮した共生型の都市づくりなどの動物の調査や保護に関する技術を修得する。履修科目は環境統計学、生態調査技術、環境アセスメント学、動物生態調査実習、環境生態学、環境保全実験、動物環境調査実習、環境英語、環境法規、環境管理学など。
環境管理教育学科（2004年度新設）
環境保全の政策に沿って人の多く集まる事業所、会社、団体、塾、地域社会において、環境教育、指導などを行う環境保全リーダーを育てる。履修科目は教育制度論、環境教育方法論、環境実務特論、環境政策学、環境管理学、基礎生物学実験、環境教育実習、環境保全実験など。
環境化学科（通信制）
通信教育による在宅学習で環境管理、環境保全の知識を修得する。実験スクーリングで環境分析実験も行うことができる。履修科目は環境自然科学、環境法規、危険物取扱論、有機化学、分析化学、環境生命学、合成化学、大気環境学、水質環境学、環境処理技術、計量管理技術　など

## 所在地
- 〒660-0083 兵庫県尼崎市道意町7-1-12